# Times Square
Times Square è una delle principali piazze di New York. Si estende dalla West 42nd Street alla West 47th Street. Times Square è formata dagli isolati compresi tra la Sixth Avenue e la Eighth Avenue e tra la West 40th Street e la West 53rd Street formando la parte più a ovest dell'area commerciale di Midtown Manhattan.
Pur essendo più piccola della Piazza Rossa a Mosca, della Puerta del Sol a Madrid, di Trafalgar Square a Londra o di Piazza Tienanmen a Pechino, Times Square ha tuttavia raggiunto lo status di icona paesaggistica ed è divenuta un simbolo della sua città, nonché una delle aree pedonali più trafficate del mondo. Times Square è nota soprattutto per i grandi e numerosi cartelloni pubblicitari animati e digitali.

## Storia
Prima e dopo la guerra d'indipendenza americana, l'area dove oggi si trova Times Square era di proprietà di John Morin Scott, un generale della milizia di New York che servì sotto George Washington (l'uomo che sarebbe diventato il primo presidente degli Stati Uniti d'America) combattendo tra l'altro nella battaglia di Long Island. La residenza di Scott si trovava presso quella che oggi è la 43rd Street, circondata dalla campagna destinata alle coltivazioni ed all'allevamento dei cavalli. Nella prima metà del XIX secolo diventò proprietà di John Jacob Astor che fece la sua seconda fortuna vendendo lotti di terreno agli hotel ed altre aziende del settore immobiliare mentre la città cresceva rapidamente. 

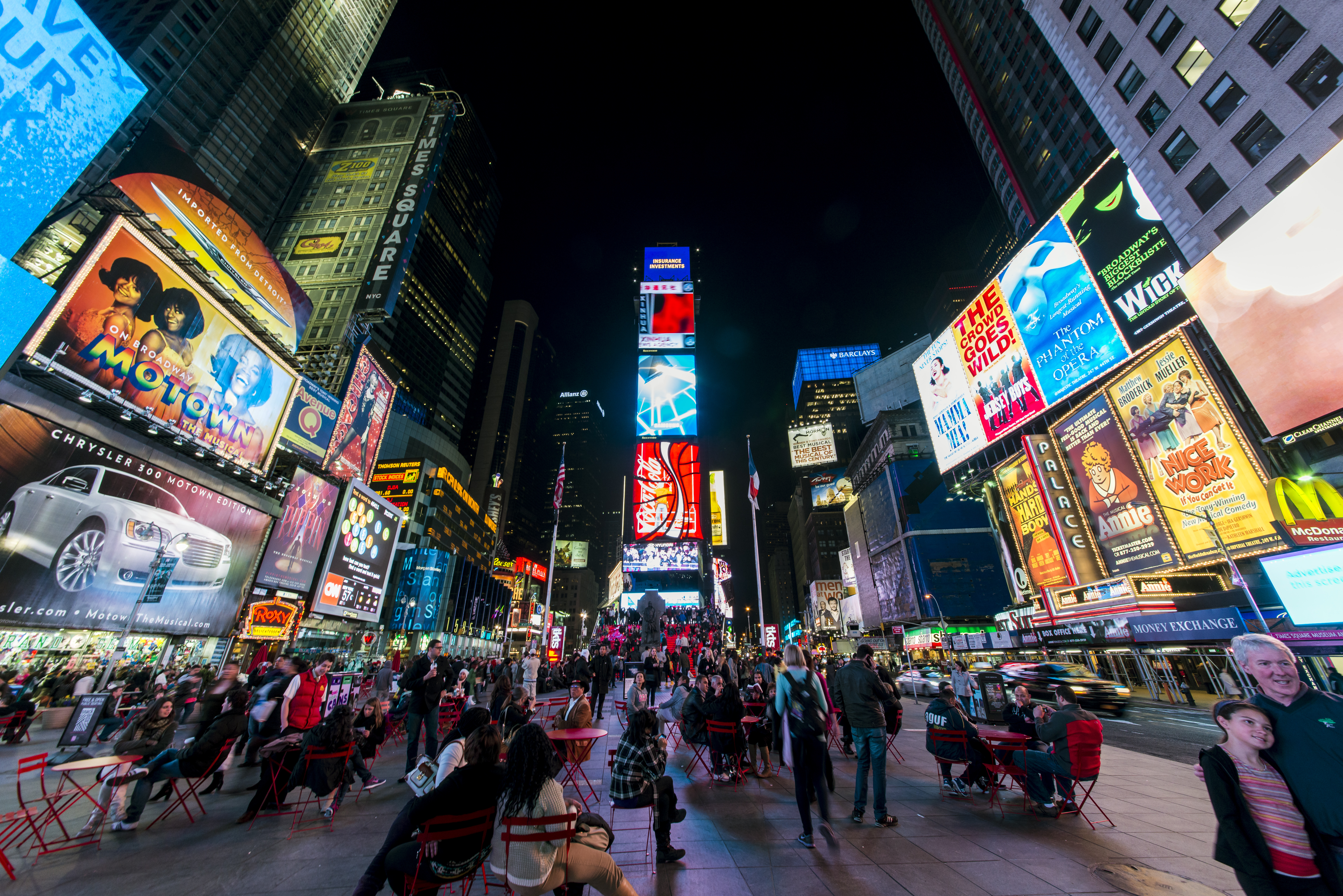
Veduta notturna di Times Square.

All'inizio del Novecento, l'editore del New York Times Adolph S. Ochs spostò la sede del giornale presso un nuovo grattacielo nella 42nd Street a Longacre Square. Ochs convinse il sindaco George Brinton McClellan a costruire lì una stazione della metropolitana e l'area venne rinominata "Times Square" il giorno 8 aprile 1904. Appena tre settimane dopo comparve sul fianco di una banca all'angolo tra la 46th Street e Broadway il primo cartellone pubblicitario elettrificato.
Il New York Times si trasferì in uffici più spaziosi dall'altra parte di Broadway nel 1913. Il vecchio edificio (Times Building) fu più tardi rinominato Allied Chemical Building. Ora conosciuto semplicemente come One Times Square, è famoso per la sfera che cade da una torre sul suo tetto alla mezzanotte del 31 dicembre per celebrare l'inizio del nuovo anno.
Di pari passo con la crescita della città, Times Square si sviluppò come cuore culturale pieno di teatri, music hall e alberghi per l'alta società.
(James Traub, The Devil's Playground: A Century of Pleasure and Profit in Times Square)
Personaggi come Irving Berlin, Fred Astaire e Charlie Chaplin furono strettamente legati a Times Square negli anni dieci e venti del Ventesimo secolo, agli inizi della carriera artistica come artisti di strada.
La situazione cambiò con l'arrivo della grande depressione degli anni trenta tanto che in seguito venne considerato un quartiere pericoloso. La decadenza di Times Square e specialmente i suoi business per adulti diventarono il simbolo del declino di New York e della corruzione dagli anni sessanta fino agli inizi degli anni novanta. 

Le numerose insegne digitali.

Negli anni ottanta iniziò un vero e proprio boom dell'edilizia commerciale nella zona come parte di un piano di sviluppo a lungo termine concepito dai sindaci Ed Koch e David Dinkins. Verso la metà degli anni novanta il sindaco Rudolph Giuliani (1994–2002) condusse uno sforzo intenso per migliorare la zona, aumentare la sicurezza, rimuovere i teatri pornografici, gli spacciatori ed aprire più attrazioni dedicate ai turisti e costruzioni di alto mercato.
Nel 1990 lo stato di New York acquisì sei dei nove teatri storici nella 42nd Street. L'organizzazione non profit New 42nd Street fu scelta per sovrintendere al loro restauro. I teatri furono rinnovati per gli spettacoli di Broadway, destinati a scopi commerciali o demoliti.

## Ultimo giorno dell'anno a Times Square
Il 31 dicembre 1907 una sfera significante di capodanno fu fatta cadere a Times Square e da allora nella piazza ha luogo il più grande festeggiamento di New York per il nuovo anno. Da quella notte centinaia di migliaia di persone si radunano per guardare la sfera di cristallo Waterford Crystal che viene fatta scendere lungo un'asta alla sommità dell'edificio (One Times Square) dando il via al nuovo anno. Questa celebrazione sostituì un abbondante lancio di fuochi d'artificio dalla cima del palazzo che si tenne dal 1904 al 1906, ma che fu in seguito proibito dagli ufficiali della città. Durante la seconda guerra mondiale un minuto di silenzio seguito da una registrazione dei rintocchi di una campana sostituirono la sfera a causa delle restrizioni energetiche del periodo di guerra.

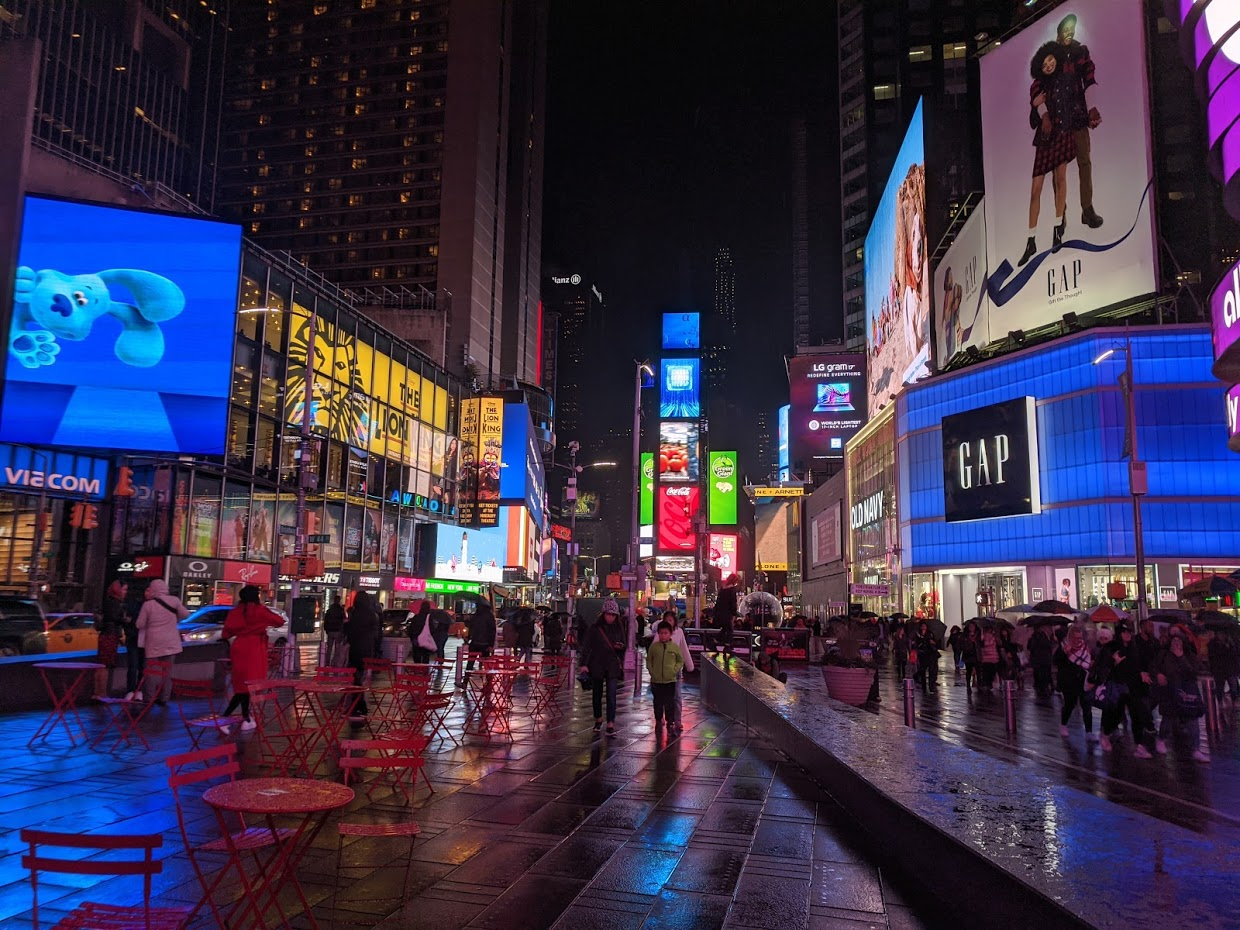
Parte nord di Times Square.

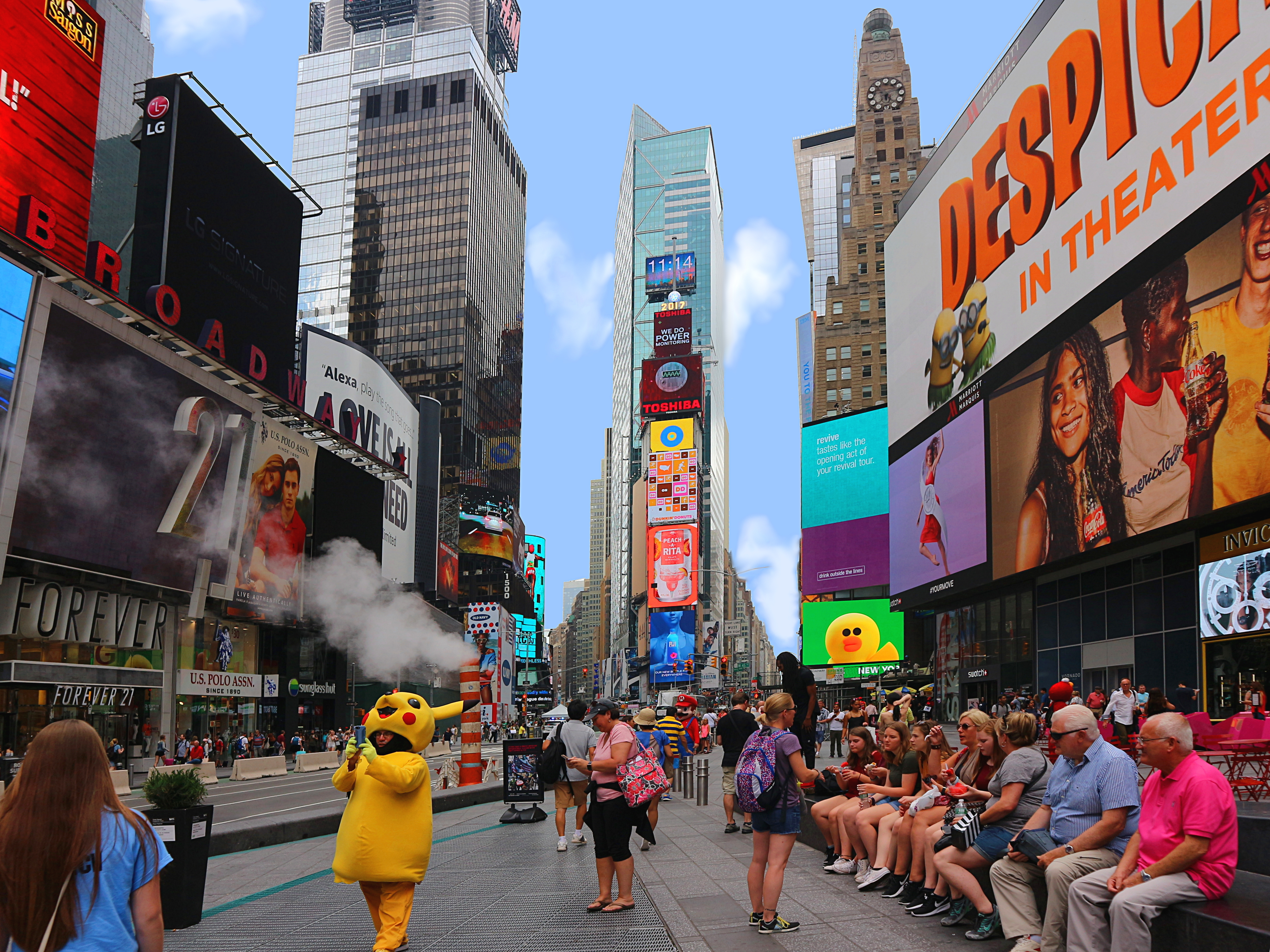
Parte sud di Times Square nel 2017.

In media circa 750 000 persone riempiono Times Square per festeggiare l'ultimo dell'anno. Si è stimato che per la ricorrenza del nuovo millennio, il 31 dicembre 1999, la folla fosse composta da circa due milioni di persone radunate a Times Square e lungo la 6th Avenue e la 8th Avenue, fino a Broadway, la Seventh Avenue e la 59th Street formando il più grande affollamento nella piazza dall'agosto del 1945 durante i festeggiamenti per la fine della seconda guerra mondiale.
Nel 1972 l'intrattenitore Dick Clark iniziò a condurre uno speciale in diretta per l'ABC intitolato Dick Clark's New Year's Rockin' Eve che oltre a mandare in onda la discesa della sfera, mostrava esibizioni di band popolari e raccoglieva i commenti di vari conduttori dalle altre città tra cui Las Vegas, Los Angeles e Orlando. Durante le celebrazioni per il nuovo millennio, Peter Jennings condusse ABC 2000 Today da uno studio di Times Square.

## Times Square oggi

Famosa insegna del NASDAQ a Times Square.

I teatri di Bromes Square è una delle icone di New York e un simbolo dell'aspetto intensamente urbano di Manhattan.
La densità delle insegne illuminate di Times Square ora compete con quella di Las Vegas. Le insegne della piazza vengono ufficialmente dette "spectaculars".
Nel 1992 la Times Square Alliance (formalmente Times Square Business Improvement District, abbreviato BID), una coalizione d'affari dedicata al miglioramento della qualità del commercio e della pulizia nel distretto, iniziò a lavorare nella zona. Times Square vanta ora attrazioni come ABC's Times Square Studios, dove viene messo in onda in diretta Good Morning America, negozi come Toys "R" Us, Virgin Records, Hershey's, ma anche ristoranti: Ruby Foo's (cucina cinese), Bubba Gump Shrimp Company (pesce), McDonald’s  e Carmine's (cucina italiana) assieme a numerosi teatri. Anche un gran numero di aziende editoriali, finanziarie e dei media sono state attratte dall'idea di posizionare le proprie sedi nella zona. Una maggiore presenza della polizia ha aumentato la sicurezza dell'area.
Un notevole esempio del business dei cartelloni pubblicitari è l'insegna ricurva alta sette piani del NASDAQ presso il NASDAQ MarketSite al 4 Times Square sulla 43rd Street. Inaugurata nel gennaio 2000 è costata 37 milioni di dollari ed è alta 36,6 m. Il NASDAQ paga più di due milioni di dollari all'anno per affittare lo spazio per l'insegna. Questo è comunque considerato un buon affare pubblicitario dato che il numero delle "impression" ottenute in questo modo supera di gran lunga quello generato dalle altre forme pubblicitarie.
La General Electric affittò, attraverso la sua divisione NBC Universal, il famoso schermo Panasonic Astro Vision nel mezzo di Times Square fino al 13 ottobre 2006. Fu succeduta dalla News Corporation che da quella data vi manda in onda Fox News Channel.
Nel 2002 il sindaco uscente Rudolph Giuliani passò il proprio ufficio al nuovo sindaco Michael Bloomberg a Times Square dopo la mezzanotte il primo gennaio come parte delle celebrazioni del nuovo anno. Circa 500.000 persone assistettero alla festa. La sicurezza fu aumentata in seguito agli attacchi terroristici dell'11 settembre 2001 grazie a più di 7000 agenti di polizia in servizio nella piazza (in misura doppia rispetto agli altri anni).

## Trasporti
Times Square è servita dalla metropolitana di New York attraverso la stazione Times Square-42nd Street/Port Authority Bus Terminal posta all'incrocio tra le linee BMT Broadway, IRT Broadway-Seventh Avenue, IND Eighth Avenue, IRT Flushing e IRT 42nd Street, e servita dai treni delle linee 1, 2, 3, 7, A, C, E, N, Q, R e W e della navetta S 42nd Street. Con 65 020 294 passeggeri durante il 2019, è risultata la stazione più trafficata della rete.

## Times Square nella cultura di massa

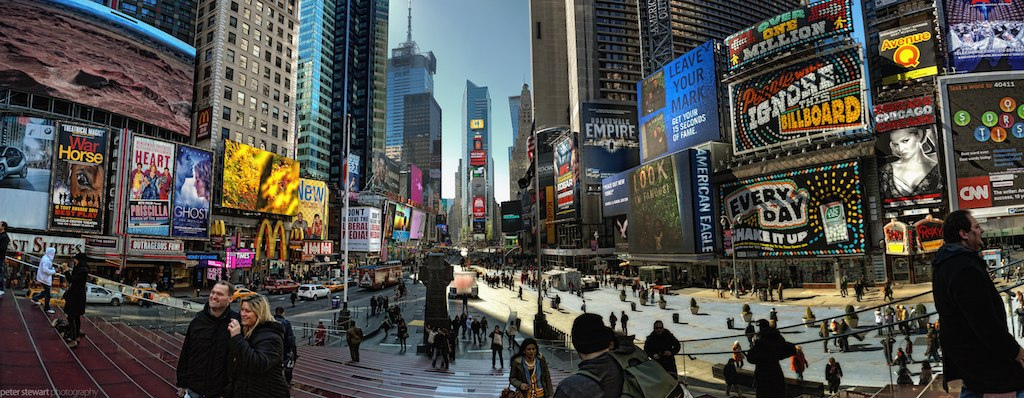
Foto panoramica di Times Square.

- Nella piazza di Times Square il 14 agosto 1945 il fotografo statunitense Alfred Eisenstaedt scattò la foto simbolo della fine della 2ª Guerra mondiale: un marinaio che bacia un'infermiera per festeggiare la vittoria USA sul Giappone (V-J Day)
- La famosa ed iconica immagine di James Dean sotto la pioggia nel febbraio 1955 è stata scattata in piena Times Square dal fotografo Dennis Stock[4]

### Le Desnudas di Times Square

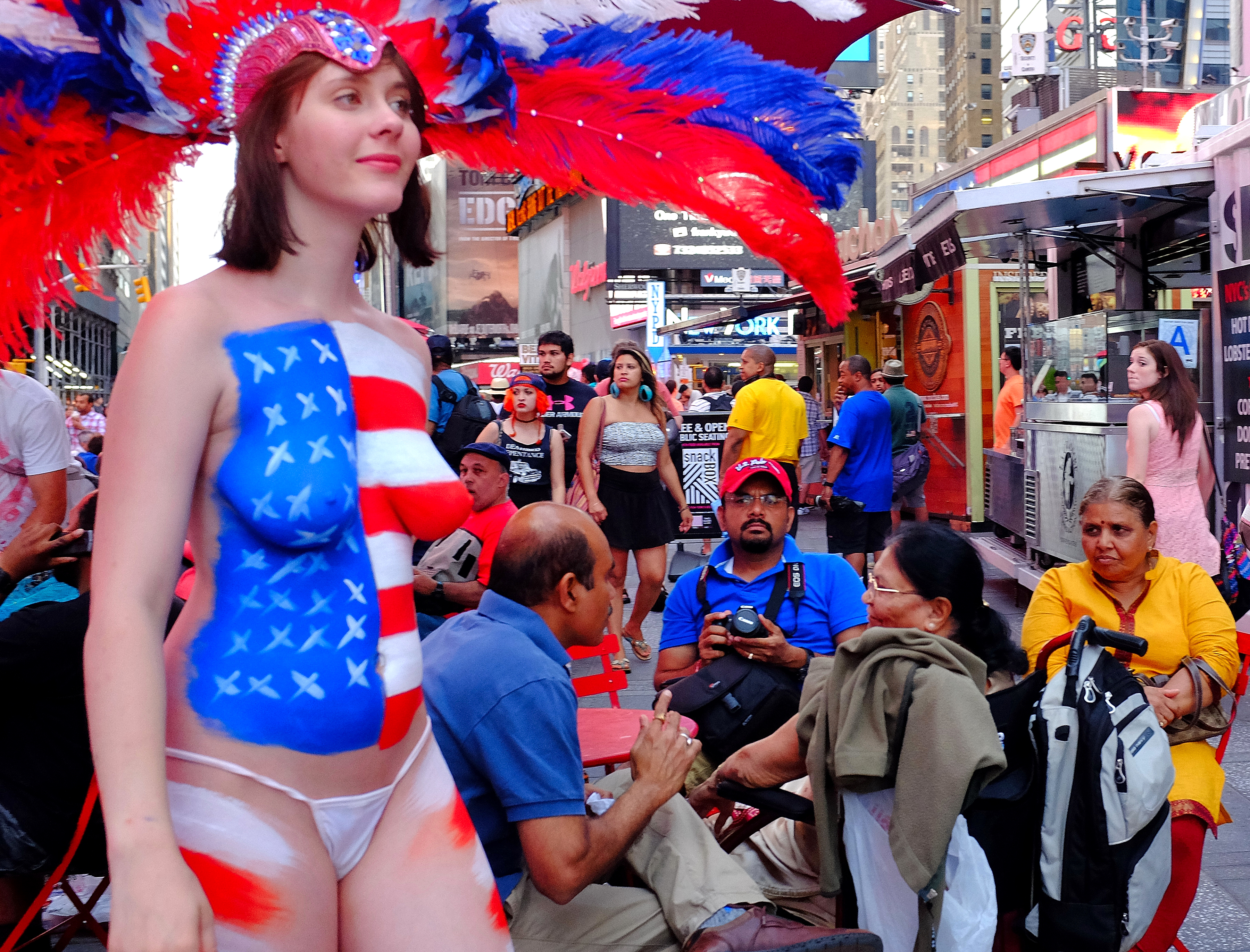
Una Desnuda nella piazza newyorkese

Comparse per la prima volta nel 2013, le Desnudas sono delle ragazze in topless. Giovani, sensuali e latine, si aggirano per Times Square, raccogliendo mance di turisti e residenti. Hanno un aspetto sgargiante e carnevalesco e il seno dipinto con i colori della bandiera americana. Posano per i turisti che le immortalano con dei selfie ricordo. Sul New York Times si riporta che il reddito medio delle Desnudas di Times Square è di circa $ 300 al giorno, grazie alle sole mance ($ 5 – $ 20 dollari a foto). Il fenomeno non manca di suscitare lamentele tra i residenti.